# Commelle-Vernay
Commelle-Vernay là một xã trong tỉnh Loire miền trung nước Pháp.